# Ærøsund II
Die Ærøsund II war eine  dänische kombinierte RoRo- und Eisenbahnfähre, die von 1960 bis 1999 unter dem Namen Ærøsund zwischen Ærøskøbing und Svendborg verkehrte.

## Geschichte
Die von Knud E. Hansen entworfene Fähre wurde unter der Baunummer 1118 auf der Husumer Schiffswerft gebaut. Die im Mai 1960 abgelieferte Fähre ersetzte die Ærøskøbing. 1970 erfolgte ein erster Umbau bei Søby Motorfabrik & Stålskibsværft auf Ærø, bei dem das Vorschiff überdeckt wurde.
Das Schiff war die größte private Eisenbahnfähre in Dänemark. Am 1. Januar 1995 endete mit der Übernahme der Fährverbindung durch Det Ærøske Færgetrafikselskab A/S die Überführung von Eisenbahnwagen auf die Insel Ærø.

## Außerdienststellung
1999 wurde sie von der Fähre Ærøskøbing ersetzt und an die Künstleragentur Danartist APS verkauft. Das Schiff wurde von 2001 bis 2005 für kulturelle Veranstaltungen ab dem neuen Liegeplatz in Odense verwendet.
Die Fähre wurde im Jahr 2000 in die Liste erhaltenswerter Schiffe (Bevaringsværdige skibe) aufgenommen. Ab 2005 bis 2009 gehörte das Schiff der Svendborg Shipping Management ApS und lag zu dieser Zeit noch weitestgehend im Originalzustand und gut gepflegt in Svendborg.

## Weitere Verwendungspläne
Das Unternehmen Naturturisme I/S entwickelte 2012 Pläne, die Fähre an einem noch zu bestimmenden Ort vor Fünen zu versenken. Dort soll sie ein künstliches Riff bilden, um Meeresbewohner und Sporttaucher anzulocken.
Die dänische Umweltministerin Kirsten Brosbøl lehnte die Versenkung zunächst ab, da die Küstenbehörde (dänisch Kystdirektoratet) und das Verkehrsministerium als zuständige Klageinstanzen gegen das Projekt entschieden hatten. Wenig später wurde die Entscheidung revidiert und das Schiff am 5. Oktober 2014 vor Fünen nahe Svendborg versenkt.